# 西釣魚台駅
座標: 北緯39度55分26.494秒 東経116度18分0.342秒 / 北緯39.92402611度 東経116.30009500度
西釣魚台駅（せいちょうぎょだいえき）は、中華人民共和国北京市海淀区に位置する北京地下鉄10号線の駅である。

## 駅構造
島式ホーム1面2線を有する地下駅。

## 歴史
- 2012年12月30日 - 開業。

## 隣の駅
北京地下鉄
■10号線
公主墳駅 - 西釣魚台駅 - 慈寿寺駅